# Velîkîi Ostrojok, Hmilnîk
Velîkîi Ostrojok (în ucraineană Великий Острожок) este o comună în raionul Hmilnîk, regiunea Vinnița, Ucraina, formată numai din satul de reședință.

## Demografie
Componența lingvistică a satului Velîkîi Ostrojok
     Ucraineană (99,82%)
     Alte limbi (0,18%)
Conform recensământului din 2001, majoritatea populației satului Velîkîi Ostrojok era vorbitoare de ucraineană (99,82%), existând în minoritate și vorbitori de alte limbi.